# Afanasij Grammatikopuło
Afanasij (Fanas) Sawwicz Grammatikopuło, ros. Афанасий (Фанас) Саввич Грамматикопуло, gr. Φάνης Γραμματικόπουλος (ur. w 1929 w abchaskim mieście Suchumi, Zakaukaska FSRR, ZSRR) – radziecki piłkarz pochodzenia greckiego, grający na pozycji napastnika. Jego brat Gieorgij również grał w piłkę nożną.

## Kariera piłkarska

### Kariera klubowa
W 1950 roku rozpoczął karierę piłkarską w klubie Spartaki Tbilisi. W 1952 został piłkarzem zespołu miasta Mołotow, w barwach którego zdobył Puchar Rosyjskiej FSRR. Zakończył karierę piłkarską w Łokomotiwie Saratów.

## Sukcesy i odznaczenia

### Sukcesy klubowe
- zdobywca Puchar Rosyjskiej FSRR: 1950